# Liste de chipsets Intel
 (août 2024).
Si vous disposez d'ouvrages ou d'articles de référence ou si vous connaissez des sites web de qualité traitant du thème abordé ici, merci de compléter l'article en donnant les références utiles à sa vérifiabilité et en les liant à la section « Notes et références ».
 (août 2024).
La mise en forme du texte ne suit pas les recommandations de Wikipédia : il faut le « wikifier ».
Les points d'amélioration suivants sont les cas les plus fréquents. Le détail des points à revoir est peut-être précisé sur la page de discussion.
- Les titres sont pré-formatés par le logiciel. Ils ne sont ni en capitales, ni en gras.
- Le texte ne doit pas être écrit en capitales (les noms de famille non plus), ni en gras, ni en italique, ni en « petit »…
- Le gras n'est utilisé que pour surligner le titre de l'article dans l'introduction, une seule fois.
- L'italique est rarement utilisé : mots en langue étrangère, titres d'œuvres, noms de bateaux, etc.
- Les citations ne sont pas en italique mais en corps de texte normal. Elles sont entourées par des guillemets français : « et ».
- Les listes à puces sont à éviter, des paragraphes rédigés étant largement préférés. Les tableaux sont à réserver à la présentation de données structurées (résultats, etc.).
- Les appels de note de bas de page (petits chiffres en exposant, introduits par l'outil «  Source ») sont à placer entre la fin de phrase et le point final[comme ça].
- Les liens internes (vers d'autres articles de Wikipédia) sont à choisir avec parcimonie. Créez des liens vers des articles approfondissant le sujet. Les termes génériques sans rapport avec le sujet sont à éviter, ainsi que les répétitions de liens vers un même terme.
- Les liens externes sont à placer uniquement dans une section « Liens externes », à la fin de l'article. Ces liens sont à choisir avec parcimonie suivant les règles définies. Si un lien sert de source à l'article, son insertion dans le texte est à faire par les notes de bas de page.
- La présentation des références doit suivre les conventions bibliographiques. Il est recommandé d'utiliser les modèles {{Ouvrage}}, {{Chapitre}}, {{Article}}, {{Lien web}} et/ou {{Bibliographie}}. Le mode d'édition visuel peut mettre en forme automatiquement les références.
- Insérer une infobox (cadre d'informations à droite) n'est pas obligatoire pour parachever la mise en page.

Pour une aide détaillée, merci de consulter Aide:Wikification.
Si vous pensez que ces points ont été résolus, vous pouvez retirer ce bandeau et améliorer la mise en forme d'un autre article.
Ceci est une liste de chipsets de carte mère fabriqués par le fondeur Intel.

## Premiers chipsets
Intel produit sous licence ses premiers chipsets. Il s'agissait de chipsets POACH (PC-On-A-Chip) 82x3x conçus par ZyMOS (en) et à destination des processeurs Intel 80286 et Intel 80386.

## Série 4x0

### Chipsets pour80486
| Chipset | Nom de Code | Southbridge | Commercialisation | Processeurs     | FSB    | SMP | Type de mémoire | Mémoire max. | Parité/ECC | Cache L2 | Support du PCI |
| ------- | ----------- | ----------- | ----------------- | --------------- | ------ | --- | --------------- | ------------ | ---------- | -------- | -------------- |
| 420TX   | Saturn      |             | novembre 1992     | 486 (5 V)       | 33 MHz | non | FPM             | 128 Mio      | Parité     | Async    | 2.0            |
| 420EX   | Aries       |             | mars 1994         | 486 (3,3 - 5 V) | 50 MHz | non | FPM             | 128 Mio      | Parité     | Async    | 2.0            |
| 420ZX   | Saturn II   |             | mars 1994         | 486 (3,3 - 5 V) | 33 MHz | non | FPM             | 160 Mio      | Parité     | Async    | 2.1            |

### Chipsets pourPentium
| Chipset | Nom de Code   | Référence | Southbridge | Commercialisation | Processeurs | FSB    | SMP | Type de mémoire   | Mémoire max. | Cache max.                        | Parité/ECC   | Cache L2       | Support du PCI | Support de l'AGP |
| ------- | ------------- | --------- | ----------- | ----------------- | ----------- | ------ | --- | ----------------- | ------------ | --------------------------------- | ------------ | -------------- | -------------- | ---------------- |
| 430LX   | Mercury       | n/a       | SIO         | mars 1993         | P60/66      | 66 MHz | non | FPM               | 192 Mio      | 192 Mio                           | Parité       | Async          | 2.0            | non              |
| 430NX   | Neptune       | n/a       | SIO         | mars 1994         | P75+        | 66 MHz | oui | FPM               | 512 Mio      | 512 Mio                           | Parité       | Async          | 2.0            | non              |
| 430FX   | Triton        | n/a       | PIIX        | janvier 1995      | P75+        | 66 MHz | non | FPM / EDO         | 128 Mio      | 64Mio                             | Aucun        | Async / Pburst | 2.0            | non              |
| 430MX   | Mobile Triton | n/a       | MPIIX       | octobre 1995      | P75+        | 66 MHz | non | FPM / EDO         | 128 Mio      | 64 Mio                            | Aucun        | Async / Pburst | 2.0            | non              |
| 430HX   | Triton II     | n/a       | PIIX3       | février 1996      | P75+        | 66 MHz | oui | FPM / EDO         | 512 Mio      | 512/64 Mio Depends on tagram used | Parité / ECC | Async / Pburst | 2.1            | non              |
| 430VX   | Triton II     | n/a       | PIIX3       | février 1996      | P75+        | 66 MHz | non | FPM / EDO / SDRAM | 128 Mio      | 64 Mio                            | Aucun        | Async / Pburst | 2.1            | non              |
| 430TX   | n/a           | 82439TX   | PIIX4       | février 1997      | P75+        | 66 MHz | non | FPM / EDO / SDRAM | 256 Mio      | 64 Mio                            | Aucun        | Async / Pburst | 2.1            | non              |

### Chipsets pourPentium Pro/II/III
| Chipset        | Nom de Code  | Référence                          | Southbridge | Commercialisation | Processeurs 1              | FSB (MHz) | SMP             | Type de mémoire   | Mémoire max.              | Nb. canaux mémoire | Parité/ECC | Support du PCI          | Support de l'AGP |
| -------------- | ------------ | ---------------------------------- | ----------- | ----------------- | -------------------------- | --------- | --------------- | ----------------- | ------------------------- | ------------------ | ---------- | ----------------------- | ---------------- |
| 450KX          | Orion        | 82451KX, 82452KX, 82453KX, 82454KX | Variable    | novembre 1995     | Pentium Pro                | 66        | oui             | FPM               | 8 Gio                     |                    | Parité/ECC | 2.0                     | non              |
| 450GX          | Orion Server | 82451GX, 82452GX, 82453GX, 82454GX | Variable    | novembre 1995     | Pentium Pro                | 66        | oui (jusqu'à 4) | FPM               | 8 Gio                     |                    | Parité/ECC | 2.0                     | non              |
| 440FX          | Natoma       | 82441FX, 82442FX                   | PIIX3       | mai 1996          | Pentium Pro/II             | 66        | oui             | FPM / EDO / BEDO  | 1 Gio                     | 4                  | Parité/ECC | 2.1                     | non              |
| 440LX          | Balboa       | 82443LX                            | PIIX4       | août 1997         | Pentium II                 | 66        | oui             | FPM / EDO / SDRAM | 1 Gio EDO / 512 Mio SDRAM | 4                  | Parité/ECC | 2.1                     | AGP 2x           |
| 440EX          | n/a          | 82443EX                            | PIIX4E      | avril 1998        | Celeron, Pentium II        | 66        | non             | EDO / SDRAM       | 256 Mio                   | 2                  | Aucun      | 2.1                     | AGP 2x           |
| 440BX          | Seattle      | 82443BX                            | PIIX4E      | avril 1998        | Celeron, Pentium II/III    | 66/100    | oui             | EDO / SDRAM       | 1 Gio                     | 4                  | Parité/ECC | 2.1                     | AGP 2x           |
| 440GX          | n/a          | 82443GX                            | PIIX4E      | juin 1998         | Pentium II/III, Xeon       | 100       | oui             | SDRAM             | 2 Gio                     | 4                  | Parité/ECC | 2.1                     | AGP 2x           |
| 450NX          | n/a          | 82451NX, 82452NX, 82453NX, 82454NX | PIIX4E      | juin 1998         | Pentium II/III, Xeon       | 100       | oui (jusqu'à 4) | FPM / EDO         | 8 Gio                     | 4                  | Parité/ECC | 2.1 (64 bits optionnel) | non              |
| 440ZX/440ZX-66 | n/a          | 82443ZX                            | PIIX4E      | novembre 1998     | Celeron, Pentium II/III    | 66/100    | non             | SDRAM             | 512 Mio                   | 2                  | Aucun      | 2.1                     | AGP 2x           |
| 440MX          | n/a          | n/a                                | Inclus      | n/a               | Celeron, Pentium II/mobile | 66/100    | non             | SDRAM             | 256 Mio                   | 2                  | Aucun      | 2.2                     | non              |

### Southbridge 4x0
| Chipset | Référence  | Support de l'ATA | Support de l'USB      | CMOS/horloge | Support de l'ISA | Support du LPC | Gestion de l'énergie |
| ------- | ---------- | ---------------- | --------------------- | ------------ | ---------------- | -------------- | -------------------- |
| SIO     | 82378IB/ZB | non              | non                   | non          | oui              | non            | SMM                  |
| PIIX    | 82371FB    | PIO / WDMA       | non                   | non          | oui              | non            | SMM                  |
| MPIIX   | 82371MX    | PIO              | non                   | non          | oui              | non            | SMM                  |
| PIIX3   | 82371SB    | PIO / WDMA       | 1 Contrôleur, 2 Ports | non          | oui              | non            | SMM                  |
| PIIX4   | 82371AB    | PIO / UDMA 33    | 1 Contrôleur, 2 Ports | oui          | oui              | non            | SMM                  |
| PIIX4E  | 82371EB    | PIO / UDMA 33    | 1 Contrôleur, 2 Ports | oui          | oui              | non            | SMM                  |

## Chipsets 8xx et Exxxx

### Chipsets pour Pentium II/III
| Chipset | Nom de Code | Référence | Southbridge | Date de sortie | Processeurs             | FSB (MHz)  | SMP | Type de mémoire                           | Mémoire max. | Nb. canaux mémoire | Parité ou ECC | Version PCI | Ext. AGP/vitesse | IGP |
| ------- | ----------- | --------- | ----------- | -------------- | ----------------------- | ---------- | --- | ----------------------------------------- | ------------ | ------------------ | ------------- | ----------- | ---------------- | --- |
| 810     | Whitney     | 82810     | ICH/ICH0    | Avril 1999     | Celeron, Pentium II/III | 66/100     | Non | EDO / PC100 SDRAM                         | 512 Mo       | 2                  | Aucun         | v2.2/33 MHz | Non              | Oui |
| 810E    | Whitney     | 82810E    | ICH         | Septembre 1999 | Celeron, Pentium II/III | 66/100/133 | Non | PC100 SDRAM                               | 512 Mo       | 2                  | Aucun         | v2.2/33 MHz | Non              |     |
| 810E2   | Whitney     | 8210E     | ICH2        |                | Celeron, Pentium II/III | 66/100/133 | Non | PC100 SDRAM                               | 512 Mo       | 2                  | Aucun         | v2.2/33 MHz | Non              | Oui |
| 820     | Camino      | 82820     | ICH         | Novembre 1999  | Pentium II/III, Celeron | 66/100/133 | Oui | PC800 RDRAM / PC133 SDRAM (avec MTH) (en) | 1 Go         | 2                  | Les deux      | v2.2/33 MHz | Oui/AGP 4x       | Non |
| 840     | Carmel      | 82840     | ICH         | Octobre 1999   | Pentium III, Xeon       | 66/100/133 | Oui | Dual-Channel PC800 RDRAM                  | 4 Go         | 3x2                | Les deux      | v2.2/66 MHz | Oui/AGP 4x       | non |
| 820E    | Camino      | 82820     | ICH2        | Juin 2000      | Pentium II/III, Celeron | 66/100/133 | Oui | PC800 RDRAM / PC133 SDRAM (avec MTH) (en) | 1 Go         | 2                  | Les deux      | v2.2/33 MHz | Oui/AGP 4x       | Non |
| 815     | Solano      | 82815     | ICH         | Juin 2000      | Celeron, Pentium II/III | 66/100/133 | Non | PC133 SDRAM                               | 512 Mo       | 3                  | Aucun         | v2.2/33 MHz | Oui/AGP 4x       | Non |
| 815E    | Solano      | 82815     | ICH2        | Juin 2000      | Celeron, Pentium II/III | 66/100/133 | Non | PC133 SDRAM                               | 512 Mo       | 3                  | Aucun         | v2.2/33 MHz | Oui/AGP 4x       | Non |
| 815EP   | Solano      | 82815EP   | ICH2        | Novembre 2000  | Celeron, Pentium II/III | 66/100/133 | Non | PC133 SDRAM                               | 512 Mo       | 3                  | Aucun         | v2.2/33 MHz | Oui/AGP 4x       | Non |
| 815P    | Solano      | 82815EP   | ICH/ICH0    | Mars 2001      | Celeron, Pentium III    | 66/100/133 | Non | PC133 SDRAM                               | 512 Mo       | 3                  | Aucun         | v2.2/33 MHz | Oui/AGP 4x       | Non |
| 815G    | Solano      | 82815G    | ICH/ICH0    | Septembre 2001 | Celeron, Pentium III    | 66/100/133 | Non | PC133 SDRAM                               | 512 Mo       | 3                  | Aucun         | v2.2/33 MHz | Non              | Oui |
| 815EG   | Solano      | 82815G    | ICH2        | septembre 2001 | Celeron, Pentium III    | 66/100/133 | Non | PC133 SDRAM                               | 512 Mo       | 3                  | Aucun         | v2.2/33 MHz | Non              | Oui |
| 830M    | Almador     | 82830M    | ICH3M       | Juillet 2001   | Celeron, Pentium III-M  | 133        | Non | PC133 SDRAM                               | 1 Go         | 2                  | Aucun         | v2.2/33 MHz | Oui/AGP 4x       | Oui |
| 830MG   | Almador     | 82830MG   | ICH3M       |                | Celeron, Pentium III-M  | 133        | Non | PC133 SDRAM                               | 1 Go         | 2                  | Aucun         | v2.2/33 MHz | Non              | Oui |
| 830MP   | Almador     | 82830MP   | ICH3M       |                | Celeron, Pentium III-M  | 133        | Non | PC133 SDRAM                               | 1 Go         | 2                  | Aucun         | v2.2/33 MHz | Oui/AGP 4x       | Non |

### Chipsets pourPentium 4
| Chipset | Nom de Code | Référence      | Southbridge | Date de sortie | Processeurs                   | FSB (MHz)   | SMP | Type de mémoire          | Mémoire max. (Go)                     | Parité/ECC | Type PCI | Processeur graphique |
| ------- | ----------- | -------------- | ----------- | -------------- | ----------------------------- | ----------- | --- | ------------------------ | ------------------------------------- | ---------- | -------- | -------------------- |
| 850     | Tehama      | 82850 (MCH)    | ICH2        | Novembre 2000  | Pentium 4                     | 400         | Non | PC800/600 RDRAM          | 2                                     | Oui/Oui    |          | AGP 4x               |
| 860     | Colusa      | 82860 (MCH)    | ICH2        | Mi 2001        | Xeon                          | 400         | Oui | PC800/600 RDRAM          | 4 (avec 2 répéteurs)                  | Oui/Oui    |          | AGP 4x               |
| 845     | Brookdale   | 82845 (MCH)    | ICH2        | Janvier 2002   | Celeron, Pentium 4            | 400         | Non | DDR 200/266 or PC133     | 2 en DDR, 3 en SDR                    | Oui/Oui    |          | AGP 4x               |
| 845MP   | Brookdale   | 82845 (MCH)    | ICH3-M      |                | Celeron M, Pentium 4-M        | 400         | Non | DDR 200/266              | 1                                     | Non/Non    |          | AGP 4x               |
| 850E    | Tehama      | 82850E (MCH)   | ICH2        | Mai 2002       | Pentium 4                     | 400/533     | Non | PC1066/800 RDRAM         | 2                                     | Oui/Oui    |          | AGP 4x               |
| 845E    | Brookdale   | 82845E (MCH)   | ICH4        | Mai 2002       | Celeron, Celeron D, Pentium 4 | 400/533     | Non | DDR 200/266              | 2                                     | Oui/Oui    |          | AGP 4x               |
| 845GL   |             | 82845GL (GMCH) | ICH4        | Mai 2002       | Celeron, Pentium 4            | 400         | Non | DDR 266/333, PC133       | 2                                     | Non/Non    |          | Intégré              |
| 845G    |             | 82845G (GMCH)  | ICH4        | Mai 2002       | Celeron, Celeron D, Pentium 4 | 400/533     | Non | DDR 266/333, PC133       | 2                                     | Non/Non    |          | AGP 4x & Intégré     |
| 845GE   |             | 82845GE (GMCH) | ICH4        | Octobre 2002   | Pentium 4                     | 400/533     | Non | DDR 266/333              | 2                                     | Non/Non    |          | AGP 4x & Intégré     |
| 845PE   |             | 82845PE (MCH)  | ICH4        | Octobre 2002   | Celeron, Pentium 4            | 400/533     | Non | DDR 266/333              | 2                                     | Non/Non    |          | AGP 4x               |
| 845GV   |             | 82845GV (GMCH) | ICH4        | Octobre 2002   | Celeron, Celeron D, Pentium 4 | 400/533     | Non | DDR 266/333, PC133       | 2                                     | Non/Non    |          | Intégré              |
| E7500   | Plumas      | E7500 (MCH)    | ICH3-S      | Février 2002   | Xeon                          | 400         | Oui | DDR 200/266 double canal | 16 GB                                 | Oui/Oui    |          | PCIe                 |
| E7501   | Plumas 533  | E7500 (MCH)    | ICH3-S      | Décembre 2002  | Xeon, Pentium M               | 400/533     | Oui | DDR 200/266              | 16 en double canal, 8 en simple canal | Oui/Oui    |          | PCIe                 |
| E7505   | Placer      | E7505 (MCH)    | ICH4        | Novembre 2002  | Xeon                          | 400/533     | Oui | DDR 200/266              | 16                                    | Oui/Oui    |          | AGP 8x               |
| E7205   | Granite Bay | E7205 (MCH)    | ICH4        | Novembre 2002  | Pentium 4                     | 400/533     | Non | DDR 200/266              | 4                                     | Oui/Oui    |          | AGP 8x               |
| 875P    | Canterwood  | 82875P (MCH)   | ICH5/ICH5R  | Avril 2003     | Pentium 4                     | 400/533/800 | Non | DDR 266/333/400          | 4                                     | Oui/Oui    |          | AGP 8X               |
| 865G    | Springdale  | 82865G (GMCH)  | ICH5/ICH5R  | Mai 2003       | Pentium 4                     | 400/533/800 | Non | DDR 266/333/400          | 4                                     | Non/Non    |          | AGP 8x & Intégré     |
| 865P    | Springdale  | 82865P         | ICH5        | Mai 2003       | Pentium 4, Celeron D          | 400/533     | Non | DDR 266/333              | 4                                     | Non/Non    |          | AGP 8X               |
| 865PE   | Springdale  | 82865PE        | ICH5/ICH5R  | Mai 2003       | Pentium 4, Celeron D          | 400/533/800 | Non | DDR 266/333/400          | 4                                     | Non/Non    |          | AGP 8x               |
| 848P    |             | 82848P (MCH)   | ICH5/ICH5R  | Août 2003      | Celeron, Celeron D, Pentium 4 | 400/533/800 | Non | DDR 266/333/400          | 2                                     | Non/Non    |          | AGP 8x               |
| 865GV   | Springdale  | 82865GV (GMCH) | ICH5/ICH5R  | Septembre 2003 | Pentium 4                     | 400/533/800 | Non | DDR 266/333/400          | 4                                     | Non/Non    |          | Intégré              |

- E7500 (Plumas)
  - Similaire au 860, mais il utilise de la DDR double canal et possède un port graphique PCI Express en plus d'AGP.
  - Sous-versions :
    - E7501 - proche du E7500 mais accepte les FSB533 et l'USB 2.0.
    - E7505 (Placer) - E7501 avec AGP 8x.
- E7205 (Granite Bay)
  - Chipset pour stations de travail, AGP x8 et DDR double canal. Pour le reste comparable au 845PE.
- 875P (Canterwood)
  - Similaire au E7205, mais accepte le FSB à 800 MHz, la DDR 400 MHz, Communication Streaming Architecture (en) (CSA), Serial ATA (avec RAID dans certaines configurations) et un système d'accélération de la mémoire (PAT (en)), pour réduire les temps de latence. Accepte la mémoire ECC.
- 865PE (Springdale)
  - 875P sans le PAT, bien qu'il soit possible de l'activer dans certaines premières révisions. Amputé de la compatibilité avec la mémoire ECC.
  - Sous-versions :
    - 865P - Identique au 865PE, mais limité aux FSB 533 MHz et à la mémoire à 333 MHz.
    - 848P - Version du 865PE qui n'accepte pas la mémoire en double canal.
- 865G (Springdale-G)
  - 865PE avec carte graphique intégrée (Intel Extreme Graphics 2). Pas de PAT.
  - Sous-versions :
    - 865GL - 865G sans port AGP.
- E7525 (Tumwater)
  - Dual Xeon, accepte le FSB à 800 MHz, le PCI Express et la DDR2. Pour le reste comparable au 875/865.
  - Sous-versions :
    - E7520/E7320 (Lindenhurst) - comparable au E7525, mais le PCI Express adapté aux serveurs et non aux postes de travail. Les E7520 et E7320 ont des capacités équivalentes mais le E7520 est amputé de certains ports I/O .

### Chipsets pour Itanium
- 460GX
  - Chipset pour le premier Itanium. C'est un chipset de la série 4x0, mais il utilise un "expander bus", proche du Hub-Link. Accepte la mémoire à 4 canaux (Quad-Channel) à 100 MHz de type SDRAM et le PCI Express.
- E8870
  - Accepte les FSB 400 MHz sur les processeurs Itanium 2. Le gestionnaire mémoire est Quad-Channel à 800 MHz RDRAM, mais il utilise des Memory Repeater Hubs pour accepter la mémoire DDR.

## Chipsets séries 9xx, x3x et x4x

### Chipsets Pentium 4/D/XE
| Chipset | Nom de Code  | Référence      | Southbridge            | Date de sortie | Processeurs                     | Processeurs Extreme | FSB (MHz)        | SMP | Type de mémoire            | Mémoire max. (Go) | Nb. canaux mémoire | Parité / ECC | Processeur graphique          |
| ------- | ------------ | -------------- | ---------------------- | -------------- | ------------------------------- | ------------------- | ---------------- | --- | -------------------------- | ----------------- | ------------------ | ------------ | ----------------------------- |
| 910GL   | Grantsdale   | 82910GL (GMCH) | ICH6 / ICH6R / ICH6-DH | ?              | Pentium 4, Celeron, Celeron D   | ?                   | 533              | non | DDR 333/400                | 2                 | 2                  | non / non    | GPU GMA 900 intégré           |
| 915P    | Grantsdale   | 82915P (MCH)   | ICH6 / ICH6R / ICH6-DH | juin 2004      | Pentium 4, Celeron D            | Pentium 4 EE        | 533 / 800        | non | DDR 333/400 DDR2 400 / 533 | 4                 |                    | non / non    | PCIe x16                      |
| 915PL   | Grantsdale   | 82915PL (MCH)  | ICH6 / ICH6R / ICH6-DH | ?              | Pentium 4, Celeron D            | ?                   | 533 / 800        | non | DDR 333/400                | 2                 | 2                  | non / non    | PCIe x16                      |
| 915G    | Grantsdale-G | 82915G (GMCH)  | ICH6 / ICH6R / ICH6-DH | juin 2004      | Pentium 4, Celeron D            | Pentium 4 EE        | 533 / 800        | non | DDR 333/400 DDR2 400 / 533 | 4                 |                    | non / non    | PCIe x16 GPU GMA 900 intégré  |
| 915GL   | Grantsdale   | 82915GL (GMCH) | ICH6 / ICH6R / ICH6-DH | ?              | Pentium 4, Celeron D            | ?                   | 533 / 800        | non | DDR 333/400                | 4                 |                    | non / non    | GPU GMA 900 intégré           |
| 915GV   | Grantsdale   | 82915GV (GMCH) | ICH6 / ICH6R / ICH6-DH | ?              | Pentium 4, Celeron D            | ?                   | 533 / 800        | non | DDR 333/400 DDR2 400/533   | 4                 |                    | non / non    | GPU GMA 900 intégré           |
| 925X    | Alderwood    | 82925X (MCH)   | ICH6 / ICH6R / ICH6-DH | ?              | Pentium 4                       | Pentium 4 EE        | 800              | non | DDR2 400 / 533             | 4                 |                    | Oui / Oui    | PCIe x16                      |
| 925XE   | Alderwood    | 82925XE (MCH)  | ICH6 / ICH6R / ICH6-DH | ?              | Pentium 4                       | Pentium 4 EE        | 800 / 1066       | non | DDR2 400 / 533             | 4                 |                    | Oui / Oui    | PCIe x16                      |
| 955X    | Glenwood     | 82955X (MCH)   | ICH7 / ICH7R / ICH7-DH | avril 2005     | Pentium 4, Pentium D            | Pentium 4 EE        | 800 / 1066       | non | DDR2 533 / 667             | 8                 |                    | Oui / Oui    | PCIe x16                      |
| 945P    | Lakeport     | 82945P (MCH)   | ICH7 / ICH7R / ICH7-DH | mai 2005       | Pentium 4, Pentium D, Celeron D | -                   | 533 / 800 / 1066 | non | DDR2 400 / 533 / 667       | 4                 |                    | non / non    | PCIe x16                      |
| 945PL   | Lakeport     | 82945PL (MCH)  | ICH7 / ICH7R / ICH7-DH | ?              | Pentium 4, Pentium D, Celeron D | -                   | 533 / 800        | non | DDR2 400 / 533             | 2                 |                    | non / non    | PCIe x16                      |
| 946PL   | Lakeport     | 82946PL (MCH)  | ICH7 / ICH7R / ICH7-DH | ?              | Pentium 4, Pentium D, Celeron D | -                   | 533 / 800        | non | DDR2 533 / 667             | 4                 |                    | non / non    | PCIe x16                      |
| 945G    | Lakeport-G   | 82945G (GMCH)  | ICH7 / ICH7R / ICH7-DH | mai 2005       | Pentium 4, Pentium D, Celeron D | -                   | 533 / 800 / 1066 | non | DDR2 400 / 533 / 667       | 4                 |                    | non / non    | PCIe x16 GPU GMA 950 intégré  |
| 945GZ   | Lakeport-G   | 82945GZ (GMCH) | ICH7 / ICH7R / ICH7-DH | ?              | Pentium 4, Pentium D, Celeron D | -                   | 533 / 800        | non | DDR2 400 / 533             | 2                 |                    | non / non    | GPU GMA 950 intégré           |
| 946GZ   | Lakeport-G   | 82946GZ (GMCH) | ICH7 / ICH7R / ICH7-DH | ?              | Pentium 4, Pentium D, Celeron D | -                   | 533 / 800        | non | DDR2 533 / 667             | 4                 |                    | non / non    | PCIe x16 GPU GMA 3000 intégré |
| 955X    | Glenwood     | 82955X (MCH)   | ICH7 / ICH7R / ICH7-DH | Q2 2005        | Pentium 4, Pentium D            | Pentium 4 EE        | 800 / 1066       | non | DDR2 533 / 667             | 8                 | 2                  | Oui / Oui    | PCIe x16                      |

- 915P (Grantsdale)
  - Supporte le Pentium 4 sur un bus à 800 MHz. Utilise de la mémoire DDR jusqu'à 400 MHz, ou de la DDR2 à 533 MHz. Remplace les bus AGP et CSA par le PCI Express, supporte également "Matrix RAID", un mode RAID conçu pour permettre l'utilisation des niveaux RAID 0 et 1 simultanément avec deux disques durs (normalement, RAID1+0 nécessite quatre disques durs).
  - Sous-versions :
    - 915PL - Version réduite du 915P sans support de la DDR2 et avec 2 Go de mémoire.
- 915G (Grantsdale-G)
  - 915P avec un processeur graphique intégré GMA 900. Le processeur est compatible avec les shaders Vertex et Pixel versions 2.0, et a des fonctionnalités similaires aux cartes graphiques GeForce FX 5200 64 bits et Radeon 9100, bien qu'il ne possède pas la fonction Transform & Lighting (T&L).
  - Sous-versions :
    - 915GL - Mêmes réductions de caractéristiques que le 915PL, mais supporte 4 Go de mémoire. Pas de support de cartes graphiques externes.
    - 915GV - Idem 915G, mais sans support de cartes graphiques externes.
    - 910GL - Pas de support de cartes graphiques externes ni du bus à 800 MHz.
- 925X (Alderwood)
  - Version haut de gamme du 915. Supporte un autre mode de type PAT et la mémoire ECC ; utilise exclusivement de la RAM DDR2.
  - Sous-versions :
    - 925XE - Supporte un bus 1 066 MHz.
- 945P (Lakeport)
  - Mise à jour du 915P, avec support de Serial ATA II, RAID mode 5, possède un contrôleur mémoire amélioré avec support de la DDR2 à 667 MHz et des lignes PCI Express supplémentaires. La mémoire DDR-I n'est plus supportée. Le support formel du double coeur a été ajouté à ce chipset.
  - Sous-versions :
    - 945PL - pas de support du bus à 1 066 MHz, mémoire limitée à 2 Go.
- 945G (Lakeport-G)
  - Version du 945P équipée d'un processeur graphique intégré GMA 950, supporte un bus à 1 066 MHz.
  - Sous-versions :
    - 945GZ - Mêmes réductions de caractéristiques que le 945PL mais avec un processeur graphique intégré. Pas de  support de cartes graphiques externes.
- 955X (Glenwood)
  - Mise à jour du 925X, avec les caractéristiques supplémentaires de "Lakeport", par exemple les caractéristiques PAT et la mémoire ECC ; utilise de la mémoire DDR2.

### Chipsets pourCore 2
Tous ces chipsets supportent aussi les processeurs Pentium D et Pentium 4 (architecture NetBurst), Pentium Dual-Core (architecture Core) et Celeron D (architecture NetBurst).
| Chipset | Nom de Code   | Référence      | Southbridge            | Date de sortie | Processeurs              | Processeurs Extreme             | FSB (MHz)                                           | SMP | Type de mémoire                                           | Mémoire max. (Go)     | Nb. canaux mémoire | Parité / ECC | Processeur graphique                                                     |
| ------- | ------------- | -------------- | ---------------------- | -------------- | ------------------------ | ------------------------------- | --------------------------------------------------- | --- | --------------------------------------------------------- | --------------------- | ------------------ | ------------ | ------------------------------------------------------------------------ |
| 945GC   | Lakeport G    | 82945GC (GMCH) | ICH7 / ICH7R / ICH7-DH | Q1 2005        | Core 2 Duo / Pentium DC  | -                               | 533 / 800                                           | non | DDR2 533 / 667                                            | 4                     |                    | non / non    | GPU GMA 950 intégré                                                      |
| 975X    | Glenwood      | 82975X (MCH)   | ICH7 / ICH7R / ICH7-DH | novembre 2005  | Core 2 Duo               | Core 2 Extreme, Pentium Extreme | 533 / 800 / 1066                                    | non | DDR2 533 / 667 / 800                                      | 8                     |                    | Oui / Oui    | - 1 PCIe 16x - 2 PCIe 8x                                                 |
| P965    | Broadwater    | 82P965 (MCH)   | ICH8 / ICH8R / ICH8-DH | juin 2006      | Core 2 Duo & Quad        | -                               | 533 / 800 / 1066                                    | non | DDR2 533 / 667 / 800                                      | 8                     |                    | non / non    | PCIe x16                                                                 |
| G965    | Broadwater    | 82G965 (GMCH)  | ICH8 / ICH8R / ICH8-DH | juin 2006      | Core 2 Duo & Quad        | -                               | 533 / 800 / 1066                                    | non | DDR2 533 / 667 / 800                                      | 8                     |                    | non / non    | - PCIe 16x - GPU GMA X3000 intégré                                       |
| Q965    | Broadwater    | 82Q965 (GMCH)  | ICH8 / ICH8R / ICH8-DH | juin 2006      | Core 2 Duo & Quad        | -                               | 533 / 800 / 1066                                    | non | DDR2 533 / 667 / 800                                      | 8                     |                    | non / non    | - PCIe 16x - GPU GMA 3000 intégré - Supporte les cartes ADD2             |
| X38     | Bearlake (X)  | 82X38 (MCH)    | ICH9 / ICH9R / ICH9-DH | 23 sept. 2007  | Core 2 Quad / Core 2 Duo | Support du 45 nm                | 800 / 1066 / 1333                                   | non | DDR3 1333 / DDR2 800                                      | 8                     |                    | non / Oui    | - 2 PCIe Gen 1.1 x16 - Hardware Memory Prefetcher                        |
| X48     | Bearlake (X)  | Inconnu        | ICH9 / ICH9R / ICH9-DH | Q1 2008        | Core 2 Quad / Core 2 Duo | Support du 45 nm                | 1066 / 1333 (non supporté avec la DDR3 1600) / 1600 | non | DDR3 1600 (limité à 2 DIMM à cette vitesse) / 1333 / 1066 | 8                     |                    | non / Oui    | - 2 PCIe Gen 1.1 x16 - Hardware Memory Prefetcher                        |
| P35     | Bearlake (P)  | 82P35 (G)MCH   | ICH9 / ICH9R / ICH9-DH | juin 2007      | Core 2 Quad / Core 2 Duo | Support du 45 nm                | 800 / 1066 / 1333                                   | non | DDR3 1067 / DDR2 800                                      | 8                     |                    | non / non    | - 1 PCIe x16 - 1 PCIe x4                                                 |
| P31     | Bearlake (P)  | 82P31 (G)MCH   | ICH7                   | Q3 2007        | Core 2 Quad / Core 2 Duo | Support du 45 nm                | 800 / 1066                                          | non | DDR2 800                                                  | 4                     |                    | non / non    | - 1 PCIe x16 - 1 PCI-Express x4                                          |
| G35     | Bearlake (G+) | 82G35 (G)MCH   | ICH8 / ICH8R / ICH8-DH | août 2007      | Core 2 Quad / Core 2 Duo | Support du 45 nm                | 800 / 1066 / 1333                                   | non | DDR2 800                                                  | 8                     |                    | non / non    | GPU GMA x3500 intégré avec : - DX10 - technologie Intel Clear Video (en) |
| G33     | Bearlake (GF) | 82G33 (G)MCH   | ICH9 / ICH9R / ICH9-DH | Q2 2007        | Core 2 Quad / Core 2 Duo | Support du 45 nm                | 800 / 1066 / 1333                                   | non | DDR3 1067 / DDR2 800                                      | 8                     |                    | non / non    | GPU GMA 3100 intégré] avec technologie Intel Clear Video (en)            |
| G31     | Bearlake (G)  | 82G31 (G)MCH   | ICH7                   | 2007           | Core 2 Quad / Core 2 Duo | Support du 45 nm                | 800 / 1066                                          | ?   | DDR2 800                                                  | 4                     |                    | ?            | GPU GMA 3100 intégré                                                     |
| Q35     | Bearlake (Q)  | 82Q35 MCH      | ICH9 / ICH9R / ICH9-DO | Q2 2007        | Core 2 Duo               | Support du 45 nm                | 800 / 1066 / 1333                                   | non | DDR2 800                                                  | 8                     |                    | non / non    |                                                                          |
| Q33     | Bearlake (QF) | 82Q33 MCH      | ICH9 / ICH9R           | Q2 2007        | Core 2 Duo               | Support du 45 nm                | 800 / 1066 / 1333                                   | non | DDR2 800                                                  | 8                     |                    | non / non    |                                                                          |
| G43     |               |                | ICH10                  | juillet 2008   | Core 2 Quad / Core 2 Duo |                                 |                                                     |     | DDR2 800 DDR3 1066                                        |                       |                    |              | - GMA X4500HD - 1 PCIe 2.0 x16                                           |
| P43     | ?             | ?              | ICH10                  | juin 2008      | Core 2 Quad / Core 2 Duo |                                 |                                                     | ?   | DDR2 800 DDR3 1066                                        | ?                     |                    | ?/ ?         | 1 PCIe 2.0 x16                                                           |
| G41     | Eaglelake     | 82G41          | ICH7                   | Q3 2008        | Core 2 Quad / Core 2 Duo |                                 | 800 / 1066 / 1333                                   |     | DDR2 800 DDR3 1066                                        | 8 en DDR2 / 4 en DDR3 |                    | ? / non      | - GMA X4500HD - 1 PCIe 1.1                                               |
| G45     |               |                | ICH10                  | juillet 2008   | Core 2 Quad / Core 2 Duo |                                 |                                                     |     | DDR2 800 DDR3 1066 / 1333                                 |                       |                    |              | - GMA X4500HD - 1 PCIe 2.0 x16 ou 2 PCIe 2.0 x8                          |
| P45     | Eaglelake (P) | 82P45 MCH      | ICH10 / ICH10R         | juin 2008      | Core 2 Quad / Core 2 Duo |                                 | 800 / 1066 / 1333 / 1600                            | non | DDR2 800 DDR3 1066 / 1333                                 | 16                    |                    | Non / Non    | - 2 PCIe 2.0 - Plus de support pour le LPT et PS/2                       |

Résumé :
- 975X (Glenwood)
  - Mise à jour du 975, avec support de la technologie CrossFire d’ATI (utilisation de deux cartes graphiques) et des processeurs gravés en 65 nm, incluant les Core 2 Duo.
- P965 (Broadwater)
  - Mise à jour du 945P, support PATA non natif, Contrôleur mémoire amélioré avec support de la DDR2 à 800 MHz et support de l’ancien Core 2 Duo.
- G965 (Broadwater G)
  - Une version du P965 qui a un cœur graphique intégré GMA X3000.
- Q965 (Broadwater)
  - Le G965 est destiné aux marques d’ordinateur de bureau vPro d’Intel, avec un GMA 3000 au lieu d’un GMA X3000. Supporte une carte supplémentaire ADD2 pour ajouter un second écran.
  - Sous-versions :
    - Q963 - Q965 sans l’interface graphique externe ou le support de l’ADD2.
- P35 (Bearlake)
  - Le chipset P35 fournira un meilleur support pour les nouveaux Core 2 Duo E6550, E6750, E6800, et E6850. Les processeurs avec un numéro se terminant par « 50 » ont un FSB tournant à 1 333 MT/s.
- G33 (Bearlake G)
  - Une version du P35 avec un cœur graphique GMA 3100 intégré.

## Série 5
La microarchitecture Nehalem apporte une évolution majeure avec l'intégration progressive des composants du chipset au sein du processeur. Ainsi les composants du northbridge : contrôleur mémoire, éventuel processeur graphique et une partie des liens PCIe sont inclus dans le processeur dans le cas des modèles P et H, la gamme H se distinguant par le support des processeurs incluant l'IGP. Pour ces modèles, le northbridge disparaît et le ICH est remplacé par un PCH. Au contraire, les chipsets de la famille X restent très proches des précédents chipsets puisque seul le contrôleur mémoire est inclus dans le processeur.
À la suite de l'officialisation des normes SATA 6 Gb/s et USB 3.0, Intel a décidé de mettre à jour sa gamme de chipsets. Ces chipsets incluront aussi une révision du lien DMI en norme 2.0. Les modèles de la série 5 nécessitent en effet l'utilisation de puces additionnelles pour gérer ces nouvelles normes : puce Marvell pour le SATA 6 Gb/s et Nec pour l'USB 3.0.
| Modèle       | Nom de Code | Référence      | Southbridge    | Commercialisation  | Processeurs                             | Bus       | Bus            | Mémoire             | Mémoire | Mémoire | Mémoire      | IGP                       | Entrée / Sortie | Entrée / Sortie | Entrée / Sortie |
| Modèle       | Nom de Code | Référence      | Southbridge    | Commercialisation  | Processeurs                             | Interface | Fréquence      | Type                | Canaux  | Max     | Parité / ECC | IGP                       | Lignes PCIe     | USB             | SATA            |
| ------------ | ----------- | -------------- | -------------- | ------------------ | --------------------------------------- | --------- | -------------- | ------------------- | ------- | ------- | ------------ | ------------------------- | --------------- | --------------- | --------------- |
| Gamme Bureau |             |                |                |                    |                                         |           |                |                     |         |         |              |                           |                 |                 |                 |
| X58          | Tylersburg  | 82X58 (IOH)    | ICH10 / ICH10R | octobre 2008       | Core i7 - Bloomfield/Gulftown           | QPI       | 4,8 - 6,4 GT/s | DDR3 1066/1333/1600 | 3       | 24 Gio  | Non / Oui    | -                         | ×36 (2.0)       | ×12 (2.0)       | ×6 (3 Gb/s)     |
| X79          | Patsburg    |                | -              | 4e trim. 2011      | Core i7                                 | QPI       | 4,8 - 6,4 GT/s | DDR3 1066/1333/1600 | 4       | 64 Gio  | Non / Oui    | -                         | ×14 (2.0)       | ×0 (3.0)        | ×6 (6 Gb/s)     |
| P65          |             |                | intégré        | 1er trim. 2011     | Core i7 Core i5                         | DMI 2.0   | 2,5 GT/s       | DDR3 1066/1333      | 2       | 16 Gio  | Non / Non    | -                         | ×8 (2.0)        | ×16 (3.0)       | ×6 (6 Gb/s)     |
| P57          |             |                | intégré        | abandon provisoire | Core i7 - Core i5                       | DMI       |                |                     |         |         |              | -                         |                 |                 |                 |
| P55          | Ibex Peak   | BD82P55 (PCH)  | intégré        | septembre 2009     | Core i7 - Lynnfield Core i5 - Lynnfield | DMI       | 2,5 GT/s       | DDR3 1066/1333      | 2       | 16 Gio  | Non / Non    | -                         | ×8 (2.0)        | ×14 (2.0)       | ×6 (3 Gb/s)     |
| H65          |             |                | intégré        | 1er trim. 2011     | Core i5                                 | DMI 2.0   |                |                     |         |         |              | inclus dans le processeur |                 | (3.0)           | (6 Gb/s)        |
| H57          | Ibex Peak   |                | intégré        | 1er trim. 2010     | Core i3, Core i5                        | DMI       |                |                     |         |         |              | inclus dans le processeur |                 |                 |                 |
| H55          | Ibex Peak   |                | intégré        | 1er trim. 2010     | Core i3, Core i5                        | DMI       |                |                     |         |         |              | inclus dans le processeur |                 |                 |                 |
| Gamme Mobile |             |                |                |                    |                                         |           |                |                     |         |         |              |                           |                 |                 |                 |
| PM55         | Ibex Peak-M | BD82PM55 (PCH) | intégré        | septembre 2009     |                                         | DMI       | 2,5 GT/s       | DDR3 1066/1333      | 2       | 16 Gio  | Non / Non    | -                         | ×8 (2.0)        | ×14 (2.0)       | ×6 (3 Gb/s)     |

### A fusionner au précédent
| Chipset       | Nom de Code |
| Gamme Bureau  |             |
| H55 Express   | Ibex Peak   |
| H57 Express   | Ibex Peak   |
| P55 Express   | Ibex Peak   |
| Q57 Express   | Ibex Peak   |
| Gamme Mobile  |             |
| HM55 Express  | Ibex Peak   |
| HM57 Express  | Ibex Peak   |
| PM55 Express  | Ibex Peak   |
| QM57 Express  | Ibex Peak   |
| QS57 Express  | Ibex Peak   |
| Gamme Serveur |             |
| 3400          | Ibex Peak   |
| 3420          | Ibex Peak   |
| 3450          | Ibex Peak   |

## Série 6
Les chipsets série 6 sont nativement compatibles avec les processeurs Sandy Bridge et Ivy Bridge après une mise à jour du BIOS.
| Chipset       | Nom de Code  | Plateforme  | Commercialisation | Socket |
| Gamme Bureau  |              |             |                   |        |
| B65 Express   | Cougar Point |             | 1er trim. 2011    | 1155   |
| H61 Express   | Cougar Point |             | 1er trim. 2011    | 1155   |
| H67 Express   | Cougar Point |             | 1er trim. 2011    | 1155   |
| P67 Express   | Cougar Point | Sugar Bay   | 1er trim. 2011    | 1155   |
| Q65 Express   | Cougar Point |             | 2e trim. 2011     | 1155   |
| Q67 Express   | Cougar Point |             | 1er trim. 2011    | 1155   |
| Z68 Express   | Cougar Point |             | 2e trim. 2011     | 1155   |
| Gamme Mobile  |              |             |                   |        |
| HM65 Express  | Cougar Point | Huron River | 1er trim. 2011    |        |
| HM67 Express  | Cougar Point | Huron River | 1er trim. 2011    |        |
| QM67 Express  | Cougar Point | Huron River | 1er trim. 2011    |        |
| QS67 Express  | Cougar Point | Huron River | 1er trim. 2011    |        |
| UM67 Express  | Cougar Point | Huron River | 1er trim. 2011    |        |
| Gamme Serveur |              |             |                   |        |
| C202          | Cougar Point | Bromolow    | 2e trim. 2011     | 1155   |
| C204          | Cougar Point | Bromolow    | 2e trim. 2011     | 1155   |
| C206          | Cougar Point | Bromolow    | 2e trim. 2011     | 1155   |

## Série 7
Les chipsets série 7 sont compatibles avec les processeurs Sandy Bridge et Ivy Bridge.
| Chipset | Nom de Code   | Plateforme | Commercialisation | Socket   | Intel RST | Intel SRT | USB (USB3) | SATA (6 Gb/s) | PCI | Overclocking CPU | Nb lignes PCe          |
| ------- | ------------- | ---------- | ----------------- | -------- | --------- | --------- | ---------- | ------------- | --- | ---------------- | ---------------------- |
| Z77     | Panther Point | Maho Bay   | 1er trim. 2012    | LGA 1155 | Oui       | Oui       | 14 (4)     | 6 (2)         | Non | Oui              | 1x16 / 2x8 / 1x8 + 2x4 |
| Z75     | Panther Point | Maho Bay   | 1er trim. 2012    | LGA 1155 | Oui       | Non       | 14 (4)     | 6 (2)         | Non | Oui              | 1x16 / 2x8             |
| H77     | Panther Point | Maho Bay   | 1er trim. 2012    | LGA 1155 | Oui       | Oui       | 14 (4)     | 6 (2)         | Non | Non              | 1x16                   |
| X79     | Patsburg      | Waimea Bay | 4e trim. 2011     | LGA 2011 | Option    | Non       | 14 (0)     | 4 (2)         | Oui | Oui              | 1x8                    |
| Q77     | Panther Point | Maho Bay   | 1er trim. 2012    | LGA 1155 | Oui       | Oui       | 14 (4)     | 6 (2)         | Oui | Oui              | 1x16                   |
| Q75     | Panther Point | Maho Bay   | 1er trim. 2012    | LGA 1155 | Non       | Non       | 14 (4)     | 6 (1)         | Oui | Non              | 1x16                   |
| B75     | Panther Point | Maho Bay   | 1er trim. 2012    | LGA 1155 | Non       | Non       | 12 (4)     | 6 (1)         | Oui | Non              | 1x16                   |

## Série 8
Les chipsets de série 8 accompagnent les processeurs Haswell en socket 1150 et les Haswell-Refresh après mise à jour du BIOS.
| Chipset | Nom de Code | Plateforme | Commercialisation | Socket  | Intel RST | Intel SRT | USB (USB3) | SATA (6 Gb/s) | PCI | Overcloking CPU                | Nb lignes PCIe         |
| ------- | ----------- | ---------- | ----------------- | ------- | --------- | --------- | ---------- | ------------- | --- | ------------------------------ | ---------------------- |
| Z87     | Lynx Point  | 1150       | 2er trim. 2013    | LGA1150 | Oui       | Oui       | 14 (6)     | 6 (6)         | Non | Oui                            | 1x16 / 2x8 / 1x8 + 2x4 |
| H87     | Lynx Point  | 1150       | 2er trim. 2013    | LGA1150 | Oui       | Oui       | 14 (6)     | 4 (2)         | Non | Oui                            | 1x16 / 2x8             |
| H81     | Lynx Point  | 1150       | 3er trim. 2013    | LGA1150 | Non       | Non       | 10 (2)     | 4 (2)         | Non | Non* (seulement pour le G3258) | 1x16                   |
| Q87     | Lynx Point  | 1150       | 2er trim. 2013    | LGA1150 | Oui       | Oui       | 14 (6)     | 6 (6)         | Non | Oui                            | 1x16                   |
| Q85     | Lynx Point  | 1150       | 2er trim. 2013    | LGA1150 | Oui       | Non       | 14 (4)     | 6 (4)         | Non | Non                            | 1x16                   |
| B85     | Lynx Point  | 1150       | 2er trim. 2013    | LGA1150 | Oui       | Non       | 12 (4)     | 6 (4)         | Non | Oui                            | 1x16                   |

## Série 9
Les chipsets de série 9 sont apparus sur le socket 1150 pour les processeurs Haswell-Refresh (22 nm) et Broadwell (14 nm).
| Chipset | Nom de code   | Plateforme | Commercialisation | Intel RST | Intel SRT | PCI | Nb lignes PCIe      | TDP (W) |
| ------- | ------------- | ---------- | ----------------- | --------- | --------- | --- | ------------------- | ------- |
| Z97     | Wildcat Point | 1150       | 2e trim. 2014     | Oui       | Oui       | Non | 1x16, 2x8, 1x8, 2x4 | 4,1     |
| H97     | Wildcat Point | 1150       | 2e trim. 2014     | Oui       | Oui       | Non | 1x16                | 4,1     |
| X99     | Wellsburg     | 2011v3     | Q3 2014           | Oui       | Oui       | Non |                     | 6,5     |

## Série 100
Les chipsets de la série 100 accompagnent le lancement des processeurs de la génération Skylake, basés sur le socket 1151, les processeurs Kaby Lake sont rétro compatibles sur les chipsets série 100 après mise à jour du BIOS.
| Chipset | Nom de code   | Plateforme | Commercialisation | PCIe M.2  | USB max | USB max | Nb lignes PCIe | PDT |
| Chipset | Nom de code   | Plateforme | Commercialisation | PCIe M.2  | 2.0     | 3.0     | Nb lignes PCIe | PDT |
| ------- | ------------- | ---------- | ----------------- | --------- | ------- | ------- | -------------- | --- |
| H110    | Sunrise Point | 1151       | Q3 2015           | Non       | 10      | 4       | 6 (2.0)        | 6 W |
| B150    | Sunrise Point | 1151       | Q3 2015           | Non       | 12      | 6       | 8              | 6 W |
| Q150    | Sunrise Point | 1151       | Q3 2015           | Non       | 14      | 8       | 10             | 6 W |
| H170    | Sunrise Point | 1151       | Q3 2015           | jusqu'à 2 | 14      | 8       | 16             | 6 W |
| Q170    | Sunrise Point | 1151       | Q3 2015           | jusqu'à 3 | 14      | 10      | 20             | 6 W |
| Z170    | Sunrise Point | 1151       | Q3 2015           | jusqu'à 3 | 14      | 10      | 20             | 6 W |

## Série 200
Les chipsets de la série 200 sont prévus pour accompagner les processeurs Kaby Lake et compatibles avec les processeurs Skylake.
| Chipset | Nom de code | Plateforme | Commercialisation | PCIe M.2 | USB max | USB max | Nb lignes PCIe | PDT |
| Chipset | Nom de code | Plateforme | Commercialisation | PCIe M.2 | 2.0     | 3.0     | Nb lignes PCIe | PDT |
| ------- | ----------- | ---------- | ----------------- | -------- | ------- | ------- | -------------- | --- |
| Z270    | Union Point | 1151       | Q1 2017           | ?        | 14      | 10      | 24             | 6 W |
| Q270    |             | 1151       | Q1 2017           |          | 14      | 10      | 24             | 6 W |
| H270    |             | 1151       | Q1 2017           |          | 14      | 8       | 20             | 6 W |
| B250    |             | 1151       | Q1 2017           |          | 12      | 6       | 12             | 6 W |
| Q250    |             | 1151       | Q1 2017           |          | 14      | 8       | 14             | 6 W |
| X299    |             | 2066       | Q2 2017           |          | 14      | 10      | 24             | 6 W |

## Série 300
Les chipsets de la série 300 sont prévus pour accompagner les processeurs Coffee Lake.
| Chipset | Nom de code  | Plateforme | Commercialisation | PCIe M.2  | USB max | USB max   | Nb. lignes PCIe | PDT |
| Chipset | Nom de code  | Plateforme | Commercialisation | PCIe M.2  | 2.0     | 3.0       | Nb. lignes PCIe | PDT |
| ------- | ------------ | ---------- | ----------------- | --------- | ------- | --------- | --------------- | --- |
| Z370    | Cannon Point | 1151       | Q4 2017           | jusqu'à 3 |         | 10        | 24              | 6 W |
| H310    | Cannon Point | 1151       | Q2 2018           |           |         | jusqu'à 4 | 6               | 6 W |
| B360    | Cannon Point | 1151       | Q4 2017           | jusqu'à 1 |         | jusqu'à 6 | 12              | 6 W |
| B365    | Union Point  | 1151       | Q4 2018           | jusqu'à 2 |         | jusqu'à 8 | 20              | 6 W |
| H370    | Cannon Point | 1151       | Q2 2018           | jusqu'à 2 |         | jusqu'à 8 | 20              | 6 W |

## Série 400
Les chipsets de la série 400 sont prévus pour accompagner les processeurs Comet Lake.
| Chipset | Nom de code | Plateforme | Commercialisation | PCIe M.2   | USB max    | USB max | Nb. lignes PCIe | PDT |
| Chipset | Nom de code | Plateforme | Commercialisation | PCIe M.2   | 2.0        | 3.0     | Nb. lignes PCIe | PDT |
| ------- | ----------- | ---------- | ----------------- | ---------- | ---------- | ------- | --------------- | --- |
| Z490    |             | 1200       | Q2 2020           | jusqu'à 3  | jusqu'à 14 | 10      | 24              | 6 W |
| H410    | Q2 2020     | 1200       | jusqu'à 1         | jusqu'à 10 | jusqu'à 4  | 6       | 6 W             |     |
| B460    | Q2 2020     | 1200       | jusqu'à 2         | jusqu'à 12 | jusqu'à 8  | 16      | 6 W             |     |
| H470    | Q2 2020     | 1200       | jusqu'à 2         | jusqu'à 14 | jusqu'à 8  | 20      | 6 W             |     |

## Chipsets mobiles

### Plate-forme Centrino
| Chipset     | Nom de Code | Référence       | Southbridge | Date de sortie | Processeurs                                                   | FSB (MHz)  | Type de mémoire                      | Mémoire max. | Processeur graphique |
| ----------- | ----------- | --------------- | ----------- | -------------- | ------------------------------------------------------------- | ---------- | ------------------------------------ | ------------ | -------------------- |
| 855GM       | Montara-GM  | 82855GM (GMCH)  | ICH4-M      | mars 2003      | Celeron M, Pentium M                                          | 400        | DDR 200 / 266                        | 2 Go         | Extreme Graphics 2   |
| 855GME      | Montara-GM  | 82855GME (GMCH) | ICH4-M      | mars 2003      | Celeron M, Pentium M                                          | 400        | DDR 200 / 266 / 333                  | 2 Go         | Extreme Graphics 2   |
| 855PM       | Odem        | 82855PM (MCH)   | ICH4-M      | mars 2003      | Celeron M, Pentium M                                          | 400        | DDR 200 / 266 / 333                  | 2 Go         | AGP 2x/4x            |
| 910GML      | Alviso-GM   | 82910GML (GMCH) | ICH6-M      | janvier 2005   | Celeron M                                                     | 400        | DDR 333 DDR2 400                     | 2 Go         | GMA 900              |
| 915GMS      | Alviso-GM   | 82915GMS (GMCH) | ICH6-M      | janvier 2005   | Celeron M, Pentium M                                          | 400        | DDR2 400                             | 2 Go         | GMA 900              |
| 915GM       | Alviso-GM   | 82915GM (GMCH)  | ICH6-M      | janvier 2005   | Celeron M, Pentium M                                          | 400 / 533  | DDR 333 DDR2 400 / 533               | 2 Gio        | GMA 900              |
| 915PM       | Alviso      | 82915PM (MCH)   | ICH6-M      | janvier 2005   | Celeron M, Pentium M                                          | 400 / 533  | DDR 333 DDR2 400 / 533               | 2 Go         | PCI-Express x16      |
| 940GML      | Calistoga   | 82940GML (GMCH) | ICH7-M      | janvier 2006   | Celeron M, Core Solo                                          | 533        | DDR2 533                             | 2 Go         | GMA 900              |
| 943GML      | Calistoga   | 82943GML (GMCH) | ICH7-M      | janvier 2006   | Celeron M, Core Duo, Core Solo, Core 2 Duo, Pentium Dual-Core | 533        | DDR2 533                             | 2 Go         | GMA 950              |
| 945GMS      | Calistoga   | 82945GMS (GMCH) | ICH7-M      | janvier 2006   | Celeron M, Core Solo, Core 2 Duo                              | 533 / 667  | DDR2 533                             | 2 Go         | GMA 950              |
| 945GM       | Calistoga   | 82945GM (GMCH)  | ICH7-M      | janvier 2006   | Celeron M, Core Duo, Core Solo, Core 2 Duo, Pentium Dual-Core | 533 / 667  | DDR2 533 / 667                       | 2 Go         | GMA 950              |
| 945PM       | Calistoga   | 82945PM (MCH)   | ICH7-M      | janvier 2006   | Celeron M, Core Duo, Core Solo, Core 2 Duo, Pentium Dual-Core | 533 / 667  | DDR2 533 / 667                       | 4 Go         | PCI-Express x16      |
| GL960       | Crestline   | 82960GL (GMCH)  | ICH8-M      | mai 2007       | Celeron M                                                     | 533        | DDR2 533                             | 4 Go         | GMA X3100            |
| GM965       | Crestline   | 82965GM (GMCH)  | ICH8-M      | mai 2007       | Celeron M, Core 2 Duo                                         | 533 / 800  | DDR2 533 / 667                       | 4 Go         | GMA X3100            |
| PM965       | Crestline   | 82965PM (MCH)   | ICH8-M      | mai 2007       | Celeron M, Core 2 Duo                                         | 533 / 800  | DDR2 533 / 667                       | 4 Go         | PCI-Express x16      |
| GL40        | Cantiga     | 82GL40 (GMCH)   | ICH9-M      | 2d trim. 2008  | Celeron M, Core 2 Duo                                         | 667 / 1066 | DDR2-667 / 800 DDR3-667 / 800 / 1066 | 4 Go         | GMA X4500            |
| GM45 / GM47 | Cantiga     | 82GM45 (GMCH)   | ICH9-M      | 2d trim. 2008  | Celeron M, Core 2 Duo                                         | 667 / 1066 | DDR2-667 DDR3-667                    | 8 Go         | GMA X4500            |
| GS45        | Cantiga     | 82GS45 (GMCH)   | ICH9-M SFF  | 2d trim. 2008  | Celeron M uLV, Core 2 Duo LV / uLV                            | 800 / 1066 | DDR2-667 / 800 DDR3-667 / 800 / 1066 | 8 Go         | GMA X4500            |
| PM45        | Cantiga     | 82801IM         | ICH9-M      | 2d trim. 2008  | Celeron M, Core 2 Duo                                         | 667 / 1066 | DDR2-667 / 800 DDR3-667 / 800 / 1066 | 8 Go         | PCI-Express x16      |

### Plate-forme Atom
La plate-forme Atom est initialement composée de chipsets issus des gammes mobiles. Ils incluent tous alors un IGP. À partir de Lincroft (processeurs Pineview), la composante graphique est intégrée avec le processeur tout comme le contrôleur mémoire, réduisant ainsi le chipset au rôle de southbridge. Cette évolution est similaire aux chipsets pour processeurs Nehalem.
| Modèle       | Nom de Code | Référence    | TDP (W) | Southbridge | Commercialisation | Bus       | Bus              | Mémoire     | Mémoire                     | Mémoire | Mémoire     | Mémoire      | IGP                        | Entrée / Sortie | Entrée / Sortie | Entrée / Sortie       |
| Modèle       | Nom de Code | Référence    | TDP (W) | Southbridge | Commercialisation | Interface | Fréquence (MT/s) | Type        | Fréquence (MT/s)            | Canaux  | Max         | Parité / ECC | IGP                        | Lignes PCIe     | USB             | SATA - PATA           |
| ------------ | ----------- | ------------ | ------- | ----------- | ----------------- | --------- | ---------------- | ----------- | --------------------------- | ------- | ----------- | ------------ | -------------------------- | --------------- | --------------- | --------------------- |
| Silverthorne |             |              |         |             |                   |           |                  |             |                             |         |             |              |                            |                 |                 |                       |
| US15WPT      | Poulsbo     | US15W SCH    | 2,3     | ICH7-M      | 1er trim. 2008    | FSB       | 400 - 533        | DDR2        |                             | 1       | 2 Gio       | ?/Non        | GMA 500                    | ×2 (1.1)        | ×8 (2.0)        | -                     |
| US15WP       | Poulsbo     | US15W SCH    | 2,3     | ICH7-M      | 1er trim. 2008    | FSB       | 400 - 533        | DDR2        |                             | 1       | 2 Gio       | ?/Non        | GMA 500                    | ×2 (1.1)        | ×8 (2.0)        | -                     |
| US15W        | Poulsbo     | US15W SCH    | 2,3     | ICH7-M      | avril 2008        | FSB       | 400 - 533        | DDR2        |                             | 1       | 2 Gio       | ?/Non        | GMA 500                    | ×2 (1.1)        | ×8 (2.0)        | -                     |
| US15L        | Poulsbo     | US15L SCH    | 2,3     | ICH7-M      | 1er trim. 2008    | FSB       | 400 - 533        | DDR2        |                             | 1       | 1 Gio       | Non/Non      | GMA 500                    | ×2 (1.1)        | ×8 (2.0)        | -                     |
| UL11L        | Poulsbo     | UL11L SCH    | 2,3     | ICH7-M      | 1er trim. 2008    | FSB       | 400 - 533        | DDR2        |                             | 1       | 512 Mio     | ?/Non        | GMA 500                    | ×2 (1.1)        | ×8 (2.0)        | -                     |
| Diamondville |             |              |         |             |                   |           |                  |             |                             |         |             |              |                            |                 |                 |                       |
| 945GSE       | Calistoga   | 82945GSE     | 6       | ICH7-M      | 2d trim. 2008     | FSB       | 533 - 800        | DDR2        | 400/533                     | 1       | 2 Gio       | ?/Non        | GMA 950                    |                 |                 |                       |
| 945GC        | Lakeport    | 82945GC      | 22,2    | ICH7-M      | juin 2008         | FSB       | 533 - 800        | DDR2        |                             | 2       | 2 Gio       | ?/Non        | GMA 950                    |                 |                 |                       |
| GN40         | Eaglelake   | -            |         | ICH7-M      | annulé            | FSB       | 533              | DDR2        |                             |         |             | ?/Non        | GMA 950                    |                 |                 |                       |
| Pineview     |             |              |         |             |                   |           |                  |             |                             |         |             |              |                            |                 |                 |                       |
| NM10         | Tiger Point | CG82NM10 PCH | 2,1     | NM10        | janvier 2010      | DMI       |                  | DDR2        | 800 (série D) 667 (série N) | 2       |             | ?/Non        | intégré avec le processeur | ×4 (1.1)        | ×8 (2.0)        | ×2 (3 Gb/s)           |
| ICH8-M       | ?           | 82801HM      | 2,4     | ICH8-M      | mars 2010         | DMI       |                  | DDR2        | 667                         | 2       |             | ?/Non        | intégré avec le processeur | ×6 (1.1)        | ×10 (2.0)       | ×3 (3 Gb/s) + ×1 PATA |
| ICH9-R       | ?           | 82801IR      | 4,3     | ICH9-R      | mars 2010         | DMI       |                  | DDR2        |                             |         |             | ?/Non        | intégré avec le processeur | ×6 (1.1)        | ×12 (2.0)       | ×6 (3 Gb/s) + ×1 PATA |
| Lincroft     |             |              |         |             |                   |           |                  |             |                             |         |             |              |                            |                 |                 |                       |
| MP20         | Langwell    |              |         | MP20        | 2010              | DMI       |                  | DDR2 LPDDR1 | 400 200                     | 1       | 2 Gio 1 Gio | ?/Non        | intégré avec le processeur |                 |                 |                       |